# Gilberto Ventura Ceballos
Gilberto Ventura Ceballos (6 de julio de 1975, Santo Domingo, República Dominicana) es un asesino en serie dominicano, quien asesinó a cinco jóvenes panameños en la ciudad de La Chorrera entre 2010 y 2011.

## Delitos
Ventura Ceballos se fugó por primera vez en República Dominicana, de la cárcel de Najayo en 2004, en la provincia de San Cristóbal, acusado, en su momento, del secuestro de un comerciante dominicano de origen asiático, además de otros casos por estafas y fraudes.
Sobre esto, las autoridades dominicanas nunca han emitido un comunicado explicando las circunstancias de aquel escape.
Posteriormente, el dominicano huyó hacia Panamá, amparado de una visa de turista y una falsa.
Entre 2010 y 2011, con la ayuda de Alcibiades Méndez, Ceballos secuestró y asesinó cinco adolescentes en La Chorrera: Yessenia Argelis Loo Kam, Yong Jian Wu, Samy Zeng Chen, Joel Maurio Liu Wong y Georgina del Carmen Lee Chen. Los asesinatos impresionaron la ciudad, y las autoridades fueron movilizadas. Finalmente, los cuerpos de los fallecidos fueron encontrados enterrados bajo una residencia en el sector El Trapichito de la ciudad.
Pronto después, Ceballos fue detenido en la República Dominicana y extraditado a Panamá en 2011, donde fue puesto en prisión preventiva. Sin embargo, el 28 de diciembre de 2016 con la ayuda de varios cómplices, consigue huir del Centro Penitenciario La Joyita, a las afueras de la capital. Estuvo escondido para alrededor de un año, donde finalmente fue capturado por autoridades en Jacó, Costa Rica el 22 de septiembre de 2017.   Utilizó documentos falsos, con el nombre de Carlos Alberto Aguirre Valencia. Ceballos llegó a la capital a través del Aeropuerto Marcos A Gelabert con grilletes en las manos y los pies, y fue rápidamente puesto en una prisión de máxima seguridad en la sede de la Policía Nacional.
El 27 de septiembre de 2017, se le imputó cargos por evasión de prisión y conspiración para cometer un delito. Se suponía que su juicio debía comenzar el 26 de octubre, pero el Órgano Judicial lo pospuso para el 23 de noviembre.
El abogado de Ceballos, Rogelio Cruz, presentó una moción de habeas corpus ante el Órgano Judicial de Panamá, argumentando que la detención previa al juicio que su cliente había recibido era ilegal, y agregó que fue vilipendiado por los medios de comunicación. Este movimiento fue criticado por Cristóbal Fu, el representante legal de los familiares de las víctimas, quien señaló que la moción probablemente fue presentada para detener el proceso.
El equipo de defensa presentó una solicitud de aplazamiento de 3 meses a la Fiscalía, que fue denegada debido a su complejidad. El abogado Cruz reclamó que necesitaba tiempo para analizar el expediente de 500 páginas, ya que no había podido acceder a él correctamente. Aun así, la prueba procedió cualquier manera. Antes de la llegada de Ceballos al tribunal, los familiares de las víctimas presentaron sus quejas sobre los constantes retrasos del procedimiento por parte de la defensa. Cuando llegó el acusado, trató de asumir su propia defensa, un movimiento negado por el tribunal. Posteriormente, Ceballos se declaró inocente de los cargos de asesinato.
El 29 de noviembre, se suspendió una segunda audiencia sobre el complejo caso, ya que faltaba uno de los abogados defensores que representaban a una de las otras partes acusadas.
El 4 de diciembre el Fiscal de Delito Organizado Miguel Tuñón solicitó una extensión de 4 meses para investigar más a todos los sospechosos involucrados en el caso debido a su gran tamaño. El juez, Francisco Carpintero, aceptó la solicitud.
Después de ser encontrado culpable de todos los  cargos el 22 de junio de 2018, Ceballos y su cómplice Méndez fueron sentenciado a 50 años de prisión por asesinar a los jóvenes. La misma sentencia era también dada a Keyla Gisselle Bendibú Salazar y Mario Luis Vega, quién había actuado como cómplices secundarios en tres de los asesinatos. Una sentencia de 15 años estuvo dada a Kenny Alezander Bendibú Salazar y Roberto Antonio Mariscal recibieron una sentencia de 15 años por ser cómplices de homicidio, pero fueron absueltos de los cargos de secuestro. Junto con todo esto, todos serían descalificados de las funciones públicas por un período de 10 años una vez que cumplan sus condenas.
El 2 de febrero de 2020, escapó nuevamente, esta vez del Centro Penitenciario La Mega Joya. Fue recapturado el 13 de febrero de 2020, en el área de El Salao en Remedios, Provincia de Chiriquí tras una extensa búsqueda a nivel nacional, fue detenido por operaciones de Inteligencia de la Policía Nacional, su fuga trajo como consecuencia la renuncia de Rolando Mirones al frente del Ministerio de Seguridad Pública y la destitución de  Carlos Romero al Ministerio de Gobierno
El 28 de noviembre de 2020 se le reduce la condena de 50 años a 30 años.